# Liste der denkmalgeschützten Objekte in Graz/Geidorf
Die Liste der denkmalgeschützten Objekte in Graz/Geidorf enthält die 120 denkmalgeschützten, unbeweglichen Objekte des III. Grazer Stadtbezirks Geidorf.

## Denkmäler
| Foto |                 | Denkmal | Standort                                                               | Beschreibung | Metadaten |
| ---- | --------------- | --- | ---------------------------------------------------------------------- | --- | --- |
| ja   | Datei hochladen | Landeskrankenhaus Steiermark, Universitätsklinik Graz HERIS-ID: 107073 Objekt-ID: 124354                            | Auenbruggerplatz 1 Standort KG: Geidorf                                | Die Krankenhausanlage wurde im Jugendstil zwischen 1904 und 1912 nach Plänen des Landesbauamtes unter Leitung von Karl Hupfer erbaut. Die Ornamententwürfe stammen von August Herz. Es handelt sich um eine ausgedehnte Anlage aus Flachdachgebäuden im Pavillonsystem deren heutiges Erscheinungsbild durch Neu- und Umbauten gestört wird. Am nördlichen Ende der Mittelachse der Anlage befindet sich die Erlöserkirche. | BDA-Hist.: Q113516596 Status: § 2a Stand der BDA-Liste: 2025-06-30 Name: Landeskrankenhaus Steiermark, Universitätsklinik Graz GstNr.: 3054/1, 3042/1, 3043 LKH Universitätsklinikum Graz, Art Nouveau ensemble |
| ja   | Datei hochladen | LKH Steiermark, ehem. Anatomische Pathologie HERIS-ID: 110450 Objekt-ID: 128152seit 2019                            | Auenbruggerplatz 25 Standort KG: Geidorf                               | Dieses Gebäude ist Teil des Jugendstilensembles des LKH Graz, wurde aber in den frühen 2020er-Jahren unter Beibehaltung der Außenerscheinung umgebaut und adaptiert. | BDA-Hist.: Q105646788 Status: Bescheid Stand der BDA-Liste: 2025-06-30 Name: LKH Steiermark, ehem. Anatomische Pathologie GstNr.: 2753 |
| ja   | Datei hochladen | Villenanlage HERIS-ID: 47059 Objekt-ID: 49586                                                                       | Auersperggasse 1 Standort KG: Geidorf                                  | Die neobarocke Villa wurde 1897/98 erbaut. | BDA-Hist.: Q38025423 Status: Bescheid Stand der BDA-Liste: 2025-06-30 Name: Villenanlage GstNr.: 2303, 2305, 2306 |
| ja   | Datei hochladen | Kommunaler Wohnbau, sog. Theresienhof HERIS-ID: 64383 Objekt-ID: 77100seit 2020                                     | Auersperggasse 14 Standort KG: Geidorf                                 | Die Wohnhausanlage wurde 1914/15 von Andreas Gisshammer für den Wohnungsfürsorge-Verein für Steiermark erbaut. Der Komplex besteht aus zwei Seitenteilen und einem ehrenhofartig zurücktretenden Mittelteil mit Freitreppe. Es ist eines der wenigen Einküchenhäuser, die in Österreich realisiert wurden. | BDA-Hist.: Q105645943 Status: Bescheid Stand der BDA-Liste: 2025-06-30 Name: Kommunaler Wohnbau, sog. Theresienhof GstNr.: 2200/4 |
| ja   | Datei hochladen | Stadtpalais Apfaltrern samt straßenseitiger Einfriedung HERIS-ID: 51225 Objekt-ID: 56832                            | Brandhofgasse 5 Standort KG: Geidorf                                   | Das ehemalige Palais Baron Ottos von Apfaltrern wurde zwischen 1873 und 1874 nach Plänen von Willhelm Bücher erbaut. Es hat eine strenghistoristische Neorenaissance-Fassade. | BDA-Hist.: Q38044385 Status: Bescheid Stand der BDA-Liste: 2025-06-30 Name: Stadtpalais Apfaltrern samt straßenseitiger Einfriedung GstNr.: 2496, 2497, 2498 |
| ja   | Datei hochladen | Ehem. Stadtpalais Auersperg samt Stall- und Remisengebäude HERIS-ID: 98310seit 2022                                 | Elisabethstraße 5 Standort KG: Geidorf                                 | Das Stadtpalais in Neorenaissance-Stilformen wurde 1864 von Johann Schöbl erbaut und 1883/84 aufgestockt. | BDA-Hist.: Q112917754 Status: Bescheid Stand der BDA-Liste: 2025-06-30 Name: Ehem. Stadtpalais Auersperg samt Stall- und Remisengebäude GstNr.: 2501 Stadtpalais Auersperg, Graz |
| ja   | Datei hochladen | Ehem. Breunerhof, später Pittonihof HERIS-ID: 37054 Objekt-ID: 36125                                                | Elisabethstraße 11 Standort KG: Geidorf                                | Der aus dem 18. Jahrhundert stammende Breunerhof wurde 1834/35 unter Josef Pittoni von Dannenfeldt von Franz Xaver Aichinger zu einer dreiseitigen Anlage mit Herrenhaus und zwei Nebengebäuden umgestaltet. Auf einem Teil des Areals wurden im 20. Jahrhundert Neubauten errichtet, es ist auch nur mehr eines der Nebengebäude erhalten. | BDA-Hist.: Q37973779 Status: Bescheid Stand der BDA-Liste: 2025-06-30 Name: Ehem. Breunerhof, später Pittonihof GstNr.: 2505/1 |
| ja   | Datei hochladen | Ehem. Stadtpalais Kottulinsky HERIS-ID: 88179 Objekt-ID: 102714                                                     | Elisabethstraße 29 Standort KG: Geidorf                                | Das ehemalige Palais Kottulinsky wurde 1853 von Georg Hauberriser d. Ä. erbaut und 1891 nach Plänen von August Gunolt umgebaut. Es hat eine späthistoristische Neobarock-Fassade. Die Bauplastiken wurden von Rudolf Vital gestaltet. | BDA-Hist.: Q2047045 Status: Bescheid Stand der BDA-Liste: 2025-06-30 Name: Ehem. Stadtpalais Kottulinsky GstNr.: 2549, 2548/1 Palais Kottulinsky |
| ja   | Datei hochladen | Ehem. Stadtpalais Mayr-Melnhof HERIS-ID: 57503 Objekt-ID: 67620                                                     | Elisabethstraße 31 Standort KG: Geidorf                                | Das Gebäude wurde 1858–1861 nach einem Entwurf von Alois Pichl erbaut. Es hat eine im Stil des romantischen Historismus gestaltete Fassade. | BDA-Hist.: Q38076908 Status: Bescheid Stand der BDA-Liste: 2025-06-30 Name: Ehem. Stadtpalais Mayr-Melnhof GstNr.: 2551 |
| ja   | Datei hochladen | Miethaus HERIS-ID: 98322 Objekt-ID: 114231                                                                          | Elisabethstraße 45 Standort KG: Geidorf                                | Das frühhistoristische Miethaus mit gotisierenden Gliederungselementen wurde 1859/60 von Carl Follius errichtet. | BDA-Hist.: Q37771839 Status: § 2a Stand der BDA-Liste: 2025-06-30 Name: Miethaus GstNr.: 2574 Miethaus Elisabethstraße 45, Graz |
| ja   | Datei hochladen | Villenanlage Markhof HERIS-ID: 58444 Objekt-ID: 69113                                                               | Geidorfgürtel 21 Standort KG: Geidorf                                  | | BDA-Hist.: Q38083393 Status: Bescheid Stand der BDA-Liste: 2025-06-30 Name: Villenanlage Markhof GstNr.: 2588/1, 2587, 2588/2 |
| ja   | Datei hochladen | Villa HERIS-ID: 37055 Objekt-ID: 36126                                                                              | Grabengürtel 82 Standort KG: Geidorf                                   | | BDA-Hist.: Q37973786 Status: Bescheid Stand der BDA-Liste: 2025-06-30 Name: Villa GstNr.: 518/2, 518/3 |
| ja   | Datei hochladen | Wohnhaus HERIS-ID: 66459 Objekt-ID: 79341                                                                           | Grabenstraße 36 Standort KG: Geidorf                                   | Das Wohnhaus mit Schopfwalmgiebel wurde um 1690 errichtet. Seien Fassade weist eine geometrische Putzfelderzier auf und im Obergeschoß kann man die Reste eines Akanthus-Deckenstuckes erkennen. | BDA-Hist.: Q38112949 Status: Bescheid Stand der BDA-Liste: 2025-06-30 Name: Wohnhaus GstNr.: 875, 877/1 |
| ja   | Datei hochladen | Wohnhaus mit anschließender Toreinfahrt HERIS-ID: 51263 Objekt-ID: 56873                                            | Grabenstraße 56 Standort KG: Geidorf                                   | Dieses Haus steht in einem kleinen Park und stammt aus dem 18. Jahrhundert. Bis 2004 war hier das Polizeiwachzimmer Grabenstraße untergebracht. | BDA-Hist.: Q38044587 Status: Bescheid Stand der BDA-Liste: 2025-06-30 Name: Wohnhaus mit anschließender Toreinfahrt GstNr.: 798 |
| ja   | Datei hochladen | Postmeilenstein von 1890 HERIS-ID: 110064 Objekt-ID: 127714                                                         | bei Grabenstraße 56 Standort KG: Geidorf                               | Ehemaliger Postmeilenstein des 1890er-Typus. Der zylindrische Stein wurde als Kilometerstein (km 1) benutzt. | BDA-Hist.: Q37816691 Status: § 2a Stand der BDA-Liste: 2025-06-30 Name: Postmeilenstein von 1890 GstNr.: 2920/1 |
| ja   | Datei hochladen | Evang. Pfarrhaus HERIS-ID: 51269 Objekt-ID: 56883                                                                   | Grabenstraße 59 Standort KG: Geidorf                                   | Der sogenannte „Pfeiferhof“ wurde in der ersten Hälfte des 17. Jahrhunderts erbaut und gegen Ende des 18. Jahrhunderts umgebaut. Er hat eine Plattenstil-Fassade mit Stuckzier und schmiedeeisernen Fenstergittern. Im nördlichen Flügel findet man zweigeschoßige Säulenarkaden aus der Bauzeit. Im Obergeschoß findet man mehrere Rosetten-Stuckplafonds. | BDA-Hist.: Q38044618 Status: § 2a Stand der BDA-Liste: 2025-06-30 Name: Evang. Pfarrhaus GstNr.: 356, 353/23 Evangelisches Pfarrhaus Grabenstraße (Graz) |
| ja   | Datei hochladen | Karmelitinnenkloster mit Einfahrtstor, Ummauerung und Gruftkapelle HERIS-ID: 110065 Objekt-ID: 127715               | Grabenstraße 114, 116 Standort KG: Geidorf                             | Das spätklassizistische Gebäude wurde 1836 von Georg Hauberrisser d. Ä. unter Einbeziehung älterer Bausubstanz erbaut, es schließt im Süden an die gleichzeitig erbaute Kirche an. An den U-förmigen Baukörper ist eine laternenbekrönte Kapelle angebaut. Im Süden befinden sich Torpfeiler mit spätklassizistischen Sandsteinvasen. Östlich der Klosteranlage ist der 1856 erbaute Gruftraum, ein kleiner tonnengewölbter Rechteckbau mit Dreieckgiebel und Rundbogentor. | BDA-Hist.: Q63986204 Status: § 2a Stand der BDA-Liste: 2025-06-30 Name: Karmelitinnenkloster mit Einfahrtstor, Ummauerung und Gruftkapelle GstNr.: 1115, 1116, 1118, 1119, 1120, 1121/1, 1122 Karmelitinnenkloster Graz |
| ja   | Datei hochladen | Karmelitinnenkirche hl. Josef HERIS-ID: 51256 Objekt-ID: 56866                                                      | bei Grabenstraße 114 Standort KG: Geidorf                              | Die Kirche wurde 1836 ebenso wie das anschließende Kloster 1836 von Georg Hauberrisser d. Ä. erbaut. Die spätklassizistische Fassade ist mit Kolossalpilaster gegliedert und weist ein rechteckiges Steinportal mit Dreieckgiebel auf. Die Nischenfiguren neben dem Eingang stellen Johannes vom Kreuz und die hl. Teresa von Ávila dar. Im Giebelgeschoß befindet sich eine Sandsteinfigur Madonna mit Kind aus dem zweiten Viertel des 18. Jahrhunderts. Das Langhaus ist einschiffig und dreijochig mit Platzlgewölben. | BDA-Hist.: Q1561806 Status: § 2a Stand der BDA-Liste: 2025-06-30 Name: Karmelitinnenkirche hl. Josef GstNr.: 1117 |
| ja   | Datei hochladen | Bürgerhaus HERIS-ID: 51257 Objekt-ID: 56867                                                                         | Grabenstraße 118 Standort KG: Geidorf                                  | Das Gebäude wurde 1836 vermutlich nach Plänen von Georg Hauberriser d. Ä. erbaut. Es hat eine Biedermeierfassade und wurde während des Zweiten Weltkrieges beschädigt, 1953 allerdings wiederhergestellt. Die ehemalige Toreinfahrt ist heute vermauert. | BDA-Hist.: Q38044547 Status: § 2a Stand der BDA-Liste: 2025-06-30 Name: Bürgerhaus GstNr.: 1118 |
| ja   | Datei hochladen | Anlage Karmelitenkloster mit Klosterkirche Maria Schnee und Weingartenhaus HERIS-ID: 110079 Objekt-ID: 127731       | Grabenstraße 142, 144 Standort KG: Geidorf                             | Die spätbarocke, Mitte des 19. Jahrhunderts erweiterte Anlage befindet sich seit 1842 in Besitz des Ordens. Spätklassizistisch ist insbesondere die Schauseite mit Frontispiz, die auf die 1844 erfolgte Erweiterung durch Georg Hauberrisser d. Ä. zurückgeht. Die Kirche stammt in der heutigen Form aus der Zeit zwischen 1765 und 1770, die Fassade wird Joseph Hueber zugeschrieben. Über der Sockelzone ist sie durch Pilaster gegliedert und von einem Volutenaufsatz mit Bassgeigenfenster und einem Dreieckgiebel bekrönt. Zum Klosterkomplex gehört auch das eingeschoßige sog. Weingartenhaus mit Schopfwalmdach, das in die Umfassungsmauer eingelassen ist. | BDA-Hist.: Q1734050 Status: § 2a Stand der BDA-Liste: 2025-06-30 Name: Anlage Karmelitenkloster mit Klosterkirche Maria Schnee und Weingartenhaus GstNr.: 1135, 1136, 1137, 1138 Karmelitenkloster Maria Schnee, Graz |
| ja   | Datei hochladen | Postmeilenstein von 1890 HERIS-ID: 110080 Objekt-ID: 127732                                                         | bei Grabenstraße 146 Standort KG: Geidorf                              | Ehemaliger Postmeilenstein des 1890er-Typus. Der zylindrische Stein wurde als Kilometerstein (km 2) benutzt. | BDA-Hist.: Q37816773 Status: § 2a Stand der BDA-Liste: 2025-06-30 Name: Postmeilenstein von 1890 GstNr.: 2920/1 |
| ja   | Datei hochladen | Steinbruchhof HERIS-ID: 37056 Objekt-ID: 36127                                                                      | Grabenstraße 208 Standort KG: Geidorf                                  | Der Steinbruchhof stammt aus der ersten Hälfte des 17. Jahrhunderts und weist einen U-förmigen Baukörper, sowie einen Schopfwalmgiebel auf. Das Rundbogen-Steintor und die schmiedeeisernen Fenstergitterkörbe stammen aus der Bauzeit. Der Torflügel stammt aus dem dritten Viertel des 18. Jahrhunderts. | BDA-Hist.: Q37973796 Status: Bescheid Stand der BDA-Liste: 2025-06-30 Name: Steinbruchhof GstNr.: 1178/2, 1183 Steinbruchhof |
| ja   | Datei hochladen | Andritzer Mauthaus HERIS-ID: 37057 Objekt-ID: 36128                                                                 | Grabenstraße 222 Standort KG: Geidorf                                  | Das Andritzer Mauthaus, auch als Steinbruchmaut bezeichnet, stammt aus dem 17. Jahrhundert. Es ist ein breitgelagertes Schopfwalmgiebelhaus mit einem westlichen zweigeschoßigen Eckturm mit Zeltdach. | BDA-Hist.: Q37973807 Status: Bescheid Stand der BDA-Liste: 2025-06-30 Name: Andritzer Mauthaus GstNr.: 623 Andritzer Mauthaus |
| ja   | Datei hochladen | Wohn- und Geschäftshaus, Gasthaus Wartburg/Allemannenhaus HERIS-ID: 103940 Objekt-ID: 120508                        | Halbärthgasse 14 Standort KG: Geidorf                                  | Das späthistoristische Gebäude, in dem seit 1927 das Gasthaus „Wartburg“ untergebracht ist, wurde 1896 von Matthias Seidl errichtet. Die Fassade ist mit Sgraffiti geschmückt, markant ist der Erker mit Balkonabschluss. | BDA-Hist.: Q37798668 Status: Bescheid Stand der BDA-Liste: 2025-06-30 Name: Wohn- und Geschäftshaus, Gasthaus Wartburg/Allemannenhaus GstNr.: 2386 Wartburg, Graz |
| ja   | Datei hochladen | Miethaus HERIS-ID: 103945 Objekt-ID: 120514                                                                         | Harrachgasse 8 Standort KG: Geidorf                                    | Das Haus mit spätklassizistischer Fassade wurde 1852 von Carl Aichinger gebaut und 1876 teilweise umgebaut. Aus der Zeit des Umbaus stammt unter anderem das Stiegenhaus mit Gusseisengeländer und die Altane zum Garten hin. | BDA-Hist.: Q37798681 Status: § 2a Stand der BDA-Liste: 2025-06-30 Name: Miethaus GstNr.: 2444 |
| ja   | Datei hochladen | Wohnhaus, Miethaus HERIS-ID: 61555seit 2022                                                                         | Harrachgasse 18 Standort KG: Geidorf                                   | Das historistische Miethaus wurde 1884 von Johann de Colle erbaut. Nicht nur die Fassade, auch die Innenausstattung wie die Stuck- und Kassettendecken stammen noch aus der Bauzeit. | BDA-Hist.: Q112917788 Status: Bescheid Stand der BDA-Liste: 2025-06-30 Name: Wohnhaus, Miethaus GstNr.: 2419 |
| ja   | Datei hochladen | Villenanlage Hartenau HERIS-ID: 24058 Objekt-ID: 20431                                                              | Hartenaugasse 20 Standort KG: Geidorf                                  | Die um 1880 gebaute Villa war 1889–1893 letzter Wohnsitz des ehemaligen bulgarischen Herrschers Alexander von Battenberg. Anmerkung: Identadresse Leechgasse 52 | BDA-Hist.: Q37881316 Status: Bescheid Stand der BDA-Liste: 2025-06-30 Name: Villenanlage Hartenau GstNr.: 2609, 2610, 2612/1 Villa Hartenau, Graz |
| ja   | Datei hochladen | Pädagogische Hochschule Steiermark HERIS-ID: 51264 Objekt-ID: 56874seit 2014                                        | Hasnerplatz 11, 12 Standort KG: Geidorf                                | Das Hauptgebäude der Pädagogischen Hochschule wurde 1906–1909 von Albert Lebzelter erbaut. Der erhöhte mittlere Trakt mit Mansarddächern ist von zwei monumentalen Doppeladlern (von Jakob Gschiel) bekrönt, ansonsten ist die Fassade betont schlicht gehalten. | BDA-Hist.: Q113547454 Status: Bescheid Stand der BDA-Liste: 2025-06-30 Name: Pädagogische Hochschule Steiermark GstNr.: 334/47 Hauptgebäude der Pädagogischen Hochschule Steiermark |
| ja   | Datei hochladen | Miethaus HERIS-ID: 104493 Objekt-ID: 121298                                                                         | Heinrichstraße 18 Standort KG: Geidorf                                 | Das späthistoristische Eckhaus stammt aus dem Jahr 1902 von August Kleindienst. Markant ist der polygonale Eckerker mit Dachaufsatz und die abgetreppten Giebeln über den Seitenrisaliten. | BDA-Hist.: Q37801090 Status: § 2a Stand der BDA-Liste: 2025-06-30 Name: Miethaus GstNr.: 2113, 2114 Heinrichstraße 18, Graz |
| ja   | Datei hochladen | Miethaus HERIS-ID: 109376 Objekt-ID: 126994                                                                         | Heinrichstraße 33 Standort KG: Geidorf                                 | Der Anbau zum Sanatorium Dr. Wiesler stammt von Josef Petz aus dem Jahr 1905. Anmerkung: Die Beschreibung für Nr. 31 im Dehio (S. 141) Noble sezessionistische Fassade mit altdeutschen Stilmotiven, Fliesen und Putzzier scheint auf dieses Gebäude hier zu passen. Es wird auch für Alfred Keller ein Anbau aus dem Jahr 1911 angeführt, dieser befindet sich lt. Achleitner im Hof. | BDA-Hist.: Q37814630 Status: § 2a Stand der BDA-Liste: 2025-06-30 Name: Miethaus GstNr.: 1671/1 |
| ja   | Datei hochladen | Miethaus HERIS-ID: 59294 Objekt-ID: 70419                                                                           | Heinrichstraße 39 Standort KG: Geidorf                                 | Das späthistoristische Wohnhaus stammt aus dem Jahr 1900. | BDA-Hist.: Q38086747 Status: § 2a Stand der BDA-Liste: 2025-06-30 Name: Miethaus GstNr.: 1667 |
| ja   | Datei hochladen | Wohn- und Geschäftshaus HERIS-ID: 46424 Objekt-ID: 48439                                                            | Heinrichstraße 43 Standort KG: Geidorf                                 | Das ursprünglich aus dem 17. Jahrhundert stammende Haus wurde im Jahr 1919 umgebaut. | BDA-Hist.: Q38021437 Status: Bescheid Stand der BDA-Liste: 2025-06-30 Name: Wohn- und Geschäftshaus GstNr.: 1662 |
| ja   | Datei hochladen | Wohnhaus, ehem. Gasthof Klöcherperle HERIS-ID: 46425 Objekt-ID: 48440                                               | Heinrichstraße 45 Standort KG: Geidorf                                 | Das ehemalige Gasthaus stammt aus dem frühen 19. Jahrhundert. | BDA-Hist.: Q38021447 Status: Bescheid Stand der BDA-Liste: 2025-06-30 Name: Wohnhaus, ehem. Gasthof Klöcherperle GstNr.: 1663 |
| ja   | Datei hochladen | Wohn- und Geschäftshaus, ehem. Vorauerhof HERIS-ID: 45867 Objekt-ID: 47380                                          | Heinrichstraße 47 Standort KG: Geidorf                                 | Das Wohn- und Geschäftshaus mit Plattenstil-Fassade wurde zwischen 1780 und 1790 erbaut. | BDA-Hist.: Q38017974 Status: Bescheid Stand der BDA-Liste: 2025-06-30 Name: Wohn- und Geschäftshaus, ehem. Vorauerhof GstNr.: 1606/1 Vorauerhof, Graz |
| ja   | Datei hochladen | Wohn- und Geschäftshaus HERIS-ID: 36986 Objekt-ID: 36055                                                            | Heinrichstraße 49, 51 Standort KG: Geidorf                             | Das langgestreckte Haus wurde im frühen 19. Jahrhundert erbaut. | BDA-Hist.: Q37973229 Status: Bescheid Stand der BDA-Liste: 2025-06-30 Name: Wohn- und Geschäftshaus GstNr.: 1606/2 |
| ja   | Datei hochladen | Wirtschaftsgebäude mit Einfahrtstor HERIS-ID: 51249 Objekt-ID: 56859                                                | Heinrichstraße 51a Standort KG: Geidorf                                | Das Wirtschaftsgebäude gehört zum Haus Nr. 51 und stammt ebenfalls aus dem frühen 19. Jahrhundert. | BDA-Hist.: Q38044485 Status: § 2a Stand der BDA-Liste: 2025-06-30 Name: Wirtschaftsgebäude mit Einfahrtstor GstNr.: 1606/3 |
| ja   | Datei hochladen | Tor zur Aigner-Rollett-Allee HERIS-ID: 109449 Objekt-ID: 127074                                                     | zwischen Heinrichstraße 51a und 55 Standort KG: Geidorf                | Das um 1900 errichtete Tor zur Aigner-Rollett-Allee (ehemals Max-Mell-Allee) besteht aus zwei seitlichen Pfeilern und wird von einem schmiedeeisernen Bogen überspannt, der reichlich mit ornamentalen Blattranken und einem zentralen Medaillon mit der Darstellung eines Panthers (dem Wappen der Stadt Graz) geschmückt ist. Die zum Bogen gehörenden Torflügel fehlen zurzeit. | BDA-Hist.: Q37814866 Status: § 2a Stand der BDA-Liste: 2025-06-30 Name: Tor zur Aigner-Rollett-Allee (ehem. Max-Mell-Allee) GstNr.: 2892 |
| ja   | Datei hochladen | Bürgerhaus HERIS-ID: 37059 Objekt-ID: 36130                                                                         | Heinrichstraße 56 Standort KG: Geidorf                                 | Das vorstädtische Wohn- und Geschäftshaus stammt im Kern vermutlich aus dem 17. Jahrhundert und wurde im 19. Jahrhundert mehrfach grundlegend umgebaut. | BDA-Hist.: Q37973819 Status: Bescheid Stand der BDA-Liste: 2025-06-30 Name: Bürgerhaus GstNr.: 2138 Bürgerhaus Heinrichstraße 56, Graz |
| ja   | Datei hochladen | Gasthaus Zum weißen Kreuz mit Nebengebäude HERIS-ID: 58693 Objekt-ID: 69471                                         | Heinrichstraße 67 Standort KG: Geidorf                                 | Das Gebäude wurde im 17./18. Jahrhundert errichtet. Die spätbarocke Fassade mit Stuckzier stammt von ca. 1730/1735 und ist nach der Art Johann Georg Stenggs. Im Obergeschoß befinden sich zwei unterteilte Stuckplafonds in Laub- und Bandlwerkformen. | BDA-Hist.: Q38084487 Status: Bescheid Stand der BDA-Liste: 2025-06-30 Name: Gasthaus Zum weißen Kreuz mit Nebengebäude GstNr.: 1592/1 |
| ja   | Datei hochladen | Villa Neumann HERIS-ID: 113086seit 2023                                                                             | Heinrichstraße 91 Standort KG: Geidorf                                 | Die nach einem früheren Besitzer auch Palais Jandl genannte Villa wurde vor 1800 als Herrenhaus zu einer nahegelegenen Ziegelei erbaut. Anmerkung: Identadresse Rosenhaingasse 6–8 | BDA-Hist.: Q119231435 Status: Bescheid Stand der BDA-Liste: 2025-06-30 Name: Villa Neumann GstNr.: 1558 |
| ja   | Datei hochladen | Grenzstein HERIS-ID: 109494 Objekt-ID: 127125                                                                       | bei Heinrichstraße 124 Standort KG: Geidorf                            | ehemaliger Grenzstein mit reliefiertem steirischem Panther, datiert 1769 | BDA-Hist.: Q37814987 Status: § 2a Stand der BDA-Liste: 2025-06-30 Name: Grenzstein GstNr.: 2867, 2885/2 |
| ja   | Datei hochladen | Kapuzinerseminar St. Lorenz-Heim und Nebengebäude sowie Steinmauer mit Einfahrt HERIS-ID: 51248 Objekt-ID: 56858    | Heinrichstraße 145, 145a, 145b Standort KG: Geidorf                    | Das Kapuzinerseminar wurde Mitte des 19. Jahrhunderts errichtet und im Jahr 1929 umgebaut. | BDA-Hist.: Q38044473 Status: § 2a Stand der BDA-Liste: 2025-06-30 Name: Kapuzinerseminar St. Lorenz-Heim und Nebengebäude sowie Steinmauer mit Einfahrt GstNr.: 2231, 2221, 2225, 2230, 2222 Kapuzinerkirche und Kapuzinerseminar, Graz |
| ja   | Datei hochladen | Messkapelle hl. Laurentius von Brindisi/Kapuzinerkirche HERIS-ID: 109499 Objekt-ID: 127130                          | bei Heinrichstraße 145 Standort KG: Geidorf                            | Die Messkapelle im Kapuzinerseminar ist im Inneren mit Seccomalereien und Kreuzwegbildern von Franz Weiss aus den 1960er-Jahren gestaltet. | BDA-Hist.: Q37815024 Status: § 2a Stand der BDA-Liste: 2025-06-30 Name: Messkapelle hl. Laurentius von Brindisi/Kapuzinerkirche GstNr.: 2231 Kapuzinerkirche und Kapuzinerseminar, Graz |
| ja   | Datei hochladen | Ansitz, Landesschülerheim HERIS-ID: 51251 Objekt-ID: 56861                                                          | Herdergasse 3 Standort KG: Geidorf                                     | Das auch als Bonaparte-Villa bekannte Gebäude stammt im Kern aus dem 16. Jahrhundert (der westliche, auf Konsolen ruhende Eckerker und der Bruchsteinkeller sind noch erhalten). Heute präsentiert sich das Gebäude äußerlich als lang gestreckter, klassizistischer Bau aus dem ersten Viertel des 19. Jahrhunderts mit Schopfwalmdach und einem straßenseitigen Altan. Von 1810 bis 1813 diente die Villa als kurzfristiges Exil des abgesetzten holländischen Königs Louis Bonaparte, der es an seinen Bruder Jerome Bonaparte, den ehemaligen König von Westfalen, verkaufte, welcher aber ebenfalls nur etwas mehr als ein Jahr darin wohnte. Von 1826 bis 1881 fungierte die Villa als Direktionsgebäude der k.k. privilegierten Zuckerfabrik. Heute dient der Bau als Sitz des Steirischen Volksbildungswerks. | BDA-Hist.: Q686233 Status: § 2a Stand der BDA-Liste: 2025-06-30 Name: Ansitz, Landesschülerheim GstNr.: 2148 Bonaparte-Villa |
| ja   | Datei hochladen | Villa Schorisch HERIS-ID: 51254 Objekt-ID: 56864                                                                    | Herdergasse 11 Standort KG: Geidorf                                    | Die Villa Schorisch wurde im Jahr 1878 im Neorenaissancestil erbaut. Zum Objekt gehört auch das ehemalige Gärtnerhaus auf Herdergasse 9. Anmerkung: Identadresse Schubertstraße 45 | BDA-Hist.: Q38044532 Status: Bescheid Stand der BDA-Liste: 2025-06-30 Name: Villa Schorisch GstNr.: 2331, 2332, 2330/1 |
| ja   | Datei hochladen | Villa Präprost HERIS-ID: 47006 Objekt-ID: 49429                                                                     | Herdergasse 12 Standort KG: Geidorf                                    | Die repräsentative Villa mit Ecktürmen, Mansardgiebeldach, Terrassen und reicher Fassadengestaltung wurde 1921 von Hans Hönel erbaut. Zur Schubertstraße hin befindet sich eine Loggia mit kannelierten Säulen. Anmerkung: Identadresse Schubertstraße 41 | BDA-Hist.: Q38025105 Status: Bescheid Stand der BDA-Liste: 2025-06-30 Name: Villa Präprost GstNr.: 2333/1, 2333/4, 2333/7 |
| ja   | Datei hochladen | Wohn- und Gasthaus Schanzlwirt HERIS-ID: 51245 Objekt-ID: 56855                                                     | Hilmteichstraße 1 Standort KG: Geidorf                                 | Das Gebäude des Schanzlwirts – ein ehemaliges Mauthaus – stammt im Kern aus dem 16. Jahrhundert und erhielt Ende des 19. Jahrhunderts seine heutige Fassade. | BDA-Hist.: Q38044461 Status: Bescheid Stand der BDA-Liste: 2025-06-30 Name: Wohn- und Gasthaus Schanzlwirt GstNr.: 2711 Schanzlwirt, Graz |
| ja   | Datei hochladen | Villa (ehem. Villa Reimann) HERIS-ID: 112965 Objekt-ID: 131190seit 2018                                             | Hilmteichstraße 7 Standort KG: Geidorf                                 | Die Villa wurde 1907 von Adalbert Pasdirek-Coreno erbaut. | BDA-Hist.: Q105646841 Status: Bescheid Stand der BDA-Liste: 2025-06-30 Name: Villa (ehem. Villa Reimann) GstNr.: 2713/1 Hilmteichstraße 7, Graz |
| ja   | Datei hochladen | Villa Pramberger HERIS-ID: 112956 Objekt-ID: 131181seit 2018                                                        | Hilmteichstraße 22 Standort KG: Geidorf                                | Die Villa wurde 1905 von Adalbert Pasdirek-Coreno erbaut. | BDA-Hist.: Q105646838 Status: Bescheid Stand der BDA-Liste: 2025-06-30 Name: Villa Pramberger GstNr.: 2730/6 Villa Pramberger, Graz |
| ja   | Datei hochladen | Wartehaus HERIS-ID: 46866 Objekt-ID: 49160                                                                          | bei Hilmteichstraße 70 Standort KG: Geidorf                            | Das um das Jahr 1900 errichtete Wartehäuschen geht auf einen Entwurf von Friedrich Sigmundt zurück. Über dem Grundriss eines lang gestreckten Rechtecks erstreckt sich eine Konstruktion aus Holz mit einem Laubsägedekor. Die offene Vorderseite zeigt zwei achteckige Stützen. Gedeckt ist das Häuschen mit einem abschließenden Walmdach mit einem Zwerchgiebel an der Frontseite. | BDA-Hist.: Q38024299 Status: Bescheid Stand der BDA-Liste: 2025-06-30 Name: Wartehaus GstNr.: 2865 Wartehäuschen Hilmteich |
| ja   | Datei hochladen | Hilmteichschlössl HERIS-ID: 46865 Objekt-ID: 49159                                                                  | Hilmteichstraße 70 Standort KG: Geidorf                                | Das Restaurant wurde 1858 von der „Hilmerteich-Aktiengesellschaft“ am Hilmteich erbaut. | BDA-Hist.: Q38024284 Status: Bescheid Stand der BDA-Liste: 2025-06-30 Name: Hilmteichschlössl GstNr.: 2267 Hilmteichschlössl |
| ja   | Datei hochladen | Kiosk HERIS-ID: 104661 Objekt-ID: 121525                                                                            | bei Hilmteichstraße 70 Standort KG: Geidorf                            | 1899 errichteter pavillonartiger Kiosk, der sich ursprünglich bei der Straßenbahnhaltestelle Mariagrün befand und im späten 20. Jahrhundert an seinen jetzigen Standort versetzt wurde. Kleiner Holzbau über oktogonalem Grundriss mit alternierend breiteren und schmäleren Seiten. Die Gebäudeecken durch Halbsäulen akzentuiert, die rundbogigen Öffnungen mit Keilsteinvoluten mit Rollwerkornament bzw. triglyphenähnlichen Schlusssteinen. | BDA-Hist.: Q37801490 Status: § 2a Stand der BDA-Liste: 2025-06-30 Name: Kiosk GstNr.: 2264/1 |
| ja   | Datei hochladen | Wohn- und Geschäftshaus HERIS-ID: 46746 Objekt-ID: 48889                                                            | Humboldtstraße 18 Standort KG: Geidorf                                 | Das viergeschoßige secessionistische Haus mit speziell gestalteter Fassade stammt von Friedrich Sigmundt und ist mit 1901 datiert. | BDA-Hist.: Q38023378 Status: Bescheid Stand der BDA-Liste: 2025-06-30 Name: Wohn- und Geschäftshaus GstNr.: 1890/1, 1890/2, 1890/3 |
| ja   | Datei hochladen | Villa/Landhaus HERIS-ID: 37060 Objekt-ID: 36131                                                                     | Johann-Fux-Gasse 25 Standort KG: Geidorf                               | Die Villa mit sezessionistischer Fassade ist mit 1905 datiert. | BDA-Hist.: Q37973830 Status: Bescheid Stand der BDA-Liste: 2025-06-30 Name: Villa/Landhaus GstNr.: 2149/17 |
| ja   | Datei hochladen | Villenanlage Loewi HERIS-ID: 23822 Objekt-ID: 20188                                                                 | Johann-Fux-Gasse 35 Standort KG: Geidorf                               | Die Villenanlage mit sezessionistischer Fassade ist mit 1910 datiert. | BDA-Hist.: Q37879309 Status: Bescheid Stand der BDA-Liste: 2025-06-30 Name: Villenanlage Loewi GstNr.: 2152, 2149/23 |
| ja   | Datei hochladen | Herz-Jesu-Kapelle des ehem. Marieninstitutes HERIS-ID: 47048 Objekt-ID: 49547                                       | Kirchengasse 1a Standort KG: Geidorf                                   | Das Marieninstitut wurde im Jahr 1881 erbaut. Im Innenraum der Herz-Jesu-Kapelle wurde die ursprüngliche Neorenaissance-Ausstattung entfernt. | BDA-Hist.: Q38025385 Status: Bescheid Stand der BDA-Liste: 2025-06-30 Name: Herz-Jesu-Kapelle des ehem. Marieninstitutes GstNr.: 962 Grabenkirche |
| ja   | Datei hochladen | Priesterheim mit Nebengebäude und Zaun HERIS-ID: 110083 Objekt-ID: 127737                                           | Kirchengasse 3, 6 Standort KG: Geidorf                                 | Das ehemalige Priesterspital wurde 1899/1900 in einem altdeutschen Stil mit Ziergiebel und Dachgaupen erbaut. Zur Bergmanngasse hin stammt der Zaun noch aus der Bauzeit. Anmerkung: Identadresse von Kirchengasse 6 ist Bergmanngasse 25. | BDA-Hist.: Q37816797 Status: § 2a Stand der BDA-Liste: 2025-06-30 Name: Priesterheim mit Nebengebäude und Zaun GstNr.: 966/2, 967/3 Grabenkirche |
| ja   | Datei hochladen | Pfarrhof (ehem. Kapuzinerkloster) mit Ummauerung und Nebengebäuden HERIS-ID: 51231 Objekt-ID: 56840                 | Kirchengasse 4 Standort KG: Geidorf                                    | Der Pfarrhof mit Korbbogen-Steintor wurde um 1785/86 erbaut. Die einst östlich und südlich an ihn anschließenden Gebäude wurden vermutlich im Zug der Aufhebung des Klosters im Jahr 1786 abgetragen. | BDA-Hist.: Q38044410 Status: § 2a Stand der BDA-Liste: 2025-06-30 Name: Pfarrhof (ehem. Kapuzinerkloster) mit Ummauerung und Nebengebäuden GstNr.: 965/1, 969/1, 958 Grabenkirche |
| ja   | Datei hochladen | Kath. Pfarr- und Klosterkirche hl. Johannes der Täufer am Graben HERIS-ID: 51232 Objekt-ID: 56841                   | bei Kirchengasse 4 Standort KG: Geidorf                                | Die Barockkirche wurde 1648–1652 mit Stiftung von Sigismund Ludwig von Dietrichstein errichtet und war bis 1786 eine Kapuzinerkirche. Der Turm wurde erst 1776 hinzugefügt. Die Fassade ist mit Pilaster gegliedert, oberhalb des Portalvorbaus befindet sich eine Nischenfigur Johannes des Täufers. Das Langhaus ist einschiffig, vierjochig, spitzkappengewölbt und gegenüber dem Chor leicht erhöht. Die Ausstattung ist spätbarock und stammt überwiegend aus anderen Grazer Kirchen. | BDA-Hist.: Q1504209 Status: § 2a Stand der BDA-Liste: 2025-06-30 Name: Kath. Pfarr- und Klosterkirche hl. Johannes der Täufer am Graben GstNr.: 964/1, 964/2 Grabenkirche |
| ja   | Datei hochladen | Villenanlage HERIS-ID: 109187 Objekt-ID: 126774                                                                     | Körblergasse 34 Standort KG: Geidorf                                   | | BDA-Hist.: Q37814348 Status: Bescheid Stand der BDA-Liste: 2025-06-30 Name: Villenanlage GstNr.: 1739/2, 1739/1 |
| ja   | Datei hochladen | Figurenbildstock hl. Johannes Nepomuk HERIS-ID: 109521 Objekt-ID: 127152seit 2015                                   | bei Körblergasse 80a Standort KG: Geidorf                              | Die Sandsteinfigur des hl. Johannes Nepomuk entstand vor der Mitte des 18. Jahrhunderts. | BDA-Hist.: Q37815079 Status: Bescheid Stand der BDA-Liste: 2025-06-30 Name: Figurenbildstock hl. Johannes Nepomuk GstNr.: 1024/1 |
| ja   | Datei hochladen | Wirtschaftskammer, WIFI Saalbau und Freundschaftsdenkmal Graz-Triest HERIS-ID: 109532 Objekt-ID: 127163seit 2013    | Körblergasse 111, 113 Standort KG: Geidorf                             | Die Anlage besteht aus mehreren bandförmig angeordneten Bauteilen, die durch einen zentrale Halle erschlossen werden. Der ältere Werkstättentrakt stammt aus den Jahren 1964–1966, die Bauteile für die gewerbliche Sozialversicherung, Wirtschaftskammer und WIFI sowie ein Saalbau wurden zwischen 1973 und 1978 erbaut. | BDA-Hist.: Q37815118 Status: Bescheid Stand der BDA-Liste: 2025-06-30 Name: Wirtschaftskammer, WIFI Saalbau und Freundschaftsdenkmal Graz-Triest GstNr.: 755/2, 755/1 Wirtschaftskammer Graz |
| ja   | Datei hochladen | Freundschafts-Denkmal Graz-Triest HERIS-ID: 109533 Objekt-ID: 127164                                                | bei Körblergasse 113 Standort KG: Geidorf                              | Das von der Handelskammer Graz und dem Hafen Triest gewidmete Denkmal stammt laut Inschrift aus dem Jahr 1988. Es besteht aus einem Anker auf einem Steinblock mit einem zusätzlichen Block mit Inschrift. | BDA-Hist.: Q37815138 Status: § 2a Stand der BDA-Liste: 2025-06-30 Name: Freundschafts-Denkmal Graz-Triest GstNr.: 755/1 Freundschafts-Denkmal Graz-Triest |
| ja   | Datei hochladen | Miethaus, Wohnhaus/Werkstatt Ferdinand Koller HERIS-ID: 105183 Objekt-ID: 122147seit 2012                           | Körösistraße 6 Standort KG: Geidorf                                    | Das klassizistische Miethaus wurde 1862 aufgestockt. 1893 erfolgte im Hof ein Atelier-Zubau für die Herstellung von Glasfenstern, die dort auch teilweise noch eingebaut sind. | BDA-Hist.: Q37804726 Status: Bescheid Stand der BDA-Liste: 2025-06-30 Name: Miethaus, Wohnhaus/Werkstatt Ferdinand Koller GstNr.: 84 |
| ja   | Datei hochladen | Ehem. Papierfabrik Kienreich/ehem. Gerberhaus HERIS-ID: 59646 Objekt-ID: 71099                                      | Körösistraße 38 Standort KG: Geidorf                                   | Bereits Ende des 16. Jahrhunderts standen an diesem Ort Gebäude zur Eisenverarbeitung. Die Umwidmung zur Papierfabrik sowie Zubauten erfolgten im späten 18. und im frühen 19. Jahrhundert. | BDA-Hist.: Q38088111 Status: Bescheid Stand der BDA-Liste: 2025-06-30 Name: Ehem. Papierfabrik Kienreich/ehem. Gerberhaus GstNr.: 295/1 |
| ja   | Datei hochladen | Herrenhaus und Einfahrtstor der ehem. Grazer Hauptmühle HERIS-ID: 58070 Objekt-ID: 68515                            | Körösistraße 48 Standort KG: Geidorf                                   | Das Herrenhaus der ehemaligen Grazer Hauptmühle ist NW-SO-orientiert, parallel zum um 1970 zugeschütteten linken Grazer Mühlgang. Es wurde um 2002 saniert, bis dahin waren am Dachboden am Holz des Dachstuhls Bereiche nummeriert, um Säcke sortiert zu lagern, und Reste einer Elektroinstallation für Beleuchtung, deren zwei gewebeisolierte Drähte getrennt auf kleinen, weißen, ans Holz geschraubten Porzellanisolatoren gebunden waren. | BDA-Hist.: Q38080321 Status: Bescheid Stand der BDA-Liste: 2025-06-30 Name: Herrenhaus und Einfahrtstor der ehem. Grazer Hauptmühle GstNr.: 322/1 |
| ja   | Datei hochladen | Ehem. Maschinennagelfabrik HERIS-ID: 45967 Objekt-ID: 47555                                                         | Körösistraße 59 Standort KG: Geidorf                                   | Die ehemalige Maschinennagelfabrik (auch Schafzahl-Greinitz-Werk genannt) ist ein 1813 erbautes Gebäude mit einer um 1830 errichteten Fassade mit toskanischen Kolossalsäulen und Metopenfries. Der Bau stammt vermutlich von Franz Xaver Aichinger. | BDA-Hist.: Q1906912 Status: Bescheid Stand der BDA-Liste: 2025-06-30 Name: Ehem. Maschinennagelfabrik GstNr.: 311 |
| ja   | Datei hochladen | Ehem. Rottalmühle HERIS-ID: 102802 Objekt-ID: 119252seit 2017                                                       | Körösistraße 92 Standort KG: Geidorf                                   | Eine Mühle wird an dieser Stelle seit dem 17. Jahrhundert genannt, nach 1800 erfolgten zahlreiche Umbauten. Die Anlage mit zwei Schopfwalmdächern hatte ein heute beschädigtes Fresko des hl. Florian aus dem frühen 19. Jahrhundert. | BDA-Hist.: Q37791826 Status: Bescheid Stand der BDA-Liste: 2025-06-30 Name: Ehem. Rottalmühle GstNr.: 379/1 |
| ja   | Datei hochladen | Wegkreuz HERIS-ID: 110087 Objekt-ID: 127741                                                                         | gegenüber Kreuzgasse 30 Standort KG: Geidorf                           | Das Kruzifix mit einem Holzkorpus stammt vom Ende des 19. Jahrhunderts. Es wird dem Umkreis von Jakob Gschiel zugeschrieben. | BDA-Hist.: Q37816887 Status: § 2a Stand der BDA-Liste: 2025-06-30 Name: Wegkreuz GstNr.: 882 |
| ja   | Datei hochladen | Kirche und Konvent der Schwestern vom Hl. Kreuz mit Zaun und Lourdes Grotte HERIS-ID: 51266 Objekt-ID: 56877        | Kreuzgasse 34 Standort KG: Geidorf                                     | Kloster und Kirche der Kreuzschwestern bilden eine einheitliche Anlage in neugotischen Stilformen, die 1887 (Konvent) bzw. 1891 (Kirche) erbaut wurde. 1905 wurde sie durch den Anbau des Josefshauses im Süden noch einmal erweitert. Auch das Innere der Kirche ist neugotisch gestaltet, Hochaltar und sonstige Bildhauerarbeiten stammen von Peter Neuböck. | BDA-Hist.: Q64026402 Status: § 2a Stand der BDA-Liste: 2025-06-30 Name: Kirche und Konvent der Schwestern vom Hl. Kreuz mit Zaun und Lourdes Grotte GstNr.: 930, 931/2, 935 Kirche und Konvent der Kreuzschwestern Graz |
| ja   | Datei hochladen | Sanatorium der Kreuzschwestern (Altbau) HERIS-ID: 51267 Objekt-ID: 56880                                            | Kreuzgasse 35 Standort KG: Geidorf                                     | Das Sanatorium ist wie Kirche und Konvent der Kreuzschwestern in neugotischen Stilformen gehalten. Es bildet den Kern eines mehrfach erweiterten Gebäudekomplexes. | BDA-Hist.: Q1339233 Status: § 2a Stand der BDA-Liste: 2025-06-30 Name: Sanatorium der Kreuzschwestern (Altbau) GstNr.: 887 |
| ja   | Datei hochladen | Carolinum Augusteum, Bischöfliches Gymnasium HERIS-ID: 51261 Objekt-ID: 56871                                       | Lange Gasse 2 Standort KG: Geidorf                                     | Das Gebäude wurde 1842/43 erbaut und im 19. Jahrhundert zweimal erweitert. Von der Erweiterung 1892–1894 (Josef Flohr) stammt die späthistoristisch-altdeutsche Schaufassade zur Grabenstraße. Aus derselben Zeit stammt auch die Messkapelle im Inneren. Heute befindet sich in dem Gebäude die Bischöfliches Gymnasium Graz, seit 2009 auch die Kirchliche Pädagogische Hochschule. | BDA-Hist.: Q38044574 Status: § 2a Stand der BDA-Liste: 2025-06-30 Name: Carolinum Augusteum, Bischöfliches Gymnasium GstNr.: 268, 273, 274 Carolinum Augusteum, Graz |
| ja   | Datei hochladen | Studentenhaus der katholischen Hochschulgemeinde HERIS-ID: 51227 Objekt-ID: 56834                                   | Leechgasse 24 Standort KG: Geidorf                                     | Das dreigeschoßige Studentenhaus der Katholischen Hochschulgemeinde erhielt im Jahr 1965 eine dem hl. Josef geweihte Kapelle mit quadratischem Grundriss und Plexiglaskuppel. | BDA-Hist.: Q38044397 Status: § 2a Stand der BDA-Liste: 2025-06-30 Name: Studentenhaus der katholischen Hochschulgemeinde GstNr.: 2584 |
| ja   | Datei hochladen | Ehem. Haus Buchberger HERIS-ID: 112434 Objekt-ID: 130621seit 2016                                                   | Leechgasse 27 Standort KG: Geidorf                                     | Das Haus wurde 1930–1934 von Volkmar Tepper erbaut. Der zweigeschoßige kubische Körper mit Flachdach hat eine turmartige Bekrönung über dem Eingang und einen zurückversetzten Garagentrakt. | BDA-Hist.: Q37830792 Status: Bescheid Stand der BDA-Liste: 2025-06-30 Name: Ehem. Haus Buchberger GstNr.: 2621/14 |
| ja   | Datei hochladen | Villa HERIS-ID: 104441 Objekt-ID: 121236                                                                            | Leechgasse 34 Standort KG: Geidorf                                     | Die Villa wurde 1885/86 von Johann de Colle erbaut und erhielt in den 1890ern weitere Zubauten. Sie hat eine breite Front zur Straße, die Schauseite ist aber zum Garten gerichtet. | BDA-Hist.: Q37800402 Status: § 2a Stand der BDA-Liste: 2025-06-30 Name: Villa GstNr.: 2601, 2602 |
| ja   | Datei hochladen | Villenanlage HERIS-ID: 58375 Objekt-ID: 69016                                                                       | Lenaugasse 7 Standort KG: Geidorf                                      | Die in den 1880ern erbaute Villa enthält Elemente der Neorenaissance und des „altdeutschen“ Historismus. Anmerkung: Identadresse Schubertstraße 54 | BDA-Hist.: Q38082834 Status: Bescheid Stand der BDA-Liste: 2025-06-30 Name: Villenanlage GstNr.: 2296, 2298/1 |
| ja   | Datei hochladen | Villenanlage HERIS-ID: 57548 Objekt-ID: 67732                                                                       | Lenaugasse 8 Standort KG: Geidorf                                      | Die Villa wurde 1891 von Carl Kratochwil erbaut. Anmerkung: Identadresse Schubertstraße 56 | BDA-Hist.: Q38077208 Status: Bescheid Stand der BDA-Liste: 2025-06-30 Name: Villenanlage GstNr.: 2193, 2194/1 |
| ja   | Datei hochladen | Mehrfamilien-Wohnhaus HERIS-ID: 103267 Objekt-ID: 119741                                                            | Liebiggasse 9 Standort KG: Geidorf                                     | Das viergeschoßige Wohnhaus stammt aus dem Jahr 1934 von Herbert Eichholzer, das eine markante Ecklösung durch umlaufende Balkone erfährt. Es handelt sich um das einzige erhaltene größere Haus Eichholzers in Graz, seine Handschrift ist nach Achleitner vor allem am Eingang mit dem abgestützten Vordach und die in den Straßenraum hineinragende Glaswand zu sehen. | BDA-Hist.: Q37795915 Status: Bescheid Stand der BDA-Liste: 2025-06-30 Name: Mehrfamilien-Wohnhaus GstNr.: 2140/8 Mehrfamilien-Wohnhaus Liebiggasse 9, Graz |
| ja   | Datei hochladen | Postsiedlung (bestehend aus 15 Reihenhäusern) HERIS-ID: 23221 Objekt-ID: 19571                                      | Lindweg 2-24, ger. Nr. Standort KG: Geidorf                            | Die Postsiedlung wurde 1939–1941 erbaut. Sie ist L-förmig angelegt und beschreibt am Lindweg einen in Kontrast zur übrigen Bebauung stehenden Bogen. | BDA-Hist.: Q37875020 Status: Bescheid Stand der BDA-Liste: 2025-06-30 Name: Postsiedlung (bestehend aus 15 Reihenhäusern) GstNr.: 804/4, 804/36, 84/15, 804/16, 804/17, 804/18, 804/19, 804/20, 804/21, 804/22, 804/23, 804/24, 804/25, 804/26, 804/27, 804/28, 804/10, 804/11, 804/12, 804/13, 804/14, 843/5, 843/6, 804/42 Postsiedlung Lindweg |
| ja   | Datei hochladen | Villa Lapp, ehem. Salvatorkolleg HERIS-ID: 110095 Objekt-ID: 127749                                                 | Lindweg 33 Standort KG: Geidorf                                        | Das Salvatorianerkolleg war ab 1928 in der 1885–1887 von Johann de Colle erbauten historistische Villa untergebracht. Die Außenerscheinung wurde Anfang der 1970er vereinfacht, ein großer Teil der Innenausstattung stammt aber noch aus der Bauzeit. | BDA-Hist.: Q37816912 Status: Bescheid Stand der BDA-Liste: 2025-06-30 Name: Villa Lapp, ehem. Salvatorkolleg GstNr.: 769 |
| ja   | Datei hochladen | Ehem. Sommerrefektorium der Jesuiten HERIS-ID: 110098 Objekt-ID: 127752                                             | Max-Mell-Allee 39 Standort KG: Geidorf                                 | Das 1654 errichtete Refektorium des Jesuitenordens wurde nach dessen Aufhebung 1773 überwiegend als Lagerhaus genutzt. Es war bereits 1979 in einem schlechten Zustand, seit einem Brand Anfang der 1980er stehen nur mehr die Grundmauern. Noch vorhanden ist das (nunmehr zugemauerte) Steinbogen-Portal mit Masken-Schlussstein. | BDA-Hist.: Q37816938 Status: § 2a Stand der BDA-Liste: 2025-06-30 Name: Ehem. Sommerrefektorium der Jesuiten GstNr.: 1532 Sommerrefektorium der Jesuiten, Graz |
| ja   | Datei hochladen | Ehem. Meerscheinschlössl und Gartenskulpturen HERIS-ID: 23503 Objekt-ID: 19857                                      | Mozartgasse 3 Standort KG: Geidorf                                     | Das barocke Lustgebäude mit Schauseite an der Gartenfront wurde in drei Bauperioden (1674, 1689/94 und 1706/08) errichtet. Es besteht aus einem erhöhten Mitteltrakt mit Dreiecksgiebel und korinthischen Monumentalpilastern und leicht konkave Seitenflügel, die zu Eckrisaliten führen. Der Mittelsaal verfügt über die einzige in Graz erhaltene josephinisch-klassizistische Stuck-Innenraumgestaltung und Freskenmalerei aus derselben Zeit. Im Garten befinden sich allegorische Figuren und Vasen aus der Zeit um 1700. | BDA-Hist.: Q1916899 Status: Bescheid Stand der BDA-Liste: 2025-06-30 Name: Ehem. Meerscheinschlössl und Gartenskulpturen GstNr.: 1702, 1701 Meerscheinschlössl, Graz |
| ja   | Datei hochladen | Villa HERIS-ID: 16336 Objekt-ID: 12594                                                                              | Mozartgasse 6 Standort KG: Geidorf                                     | Die strenghistoristische Villa mit reicher Fassadengliederung wurde 1875 von Albert Hirth errichtet. Sie weist einen Dachreiter, einen Mittelrisaliten mit von einer Frauenstatue bekrönten Giebel und zwei übereinanderliegende Loggien auf. | BDA-Hist.: Q37812919 Status: Bescheid Stand der BDA-Liste: 2025-06-30 Name: Villa GstNr.: 1682/2 |
| ja   | Datei hochladen | Schloss, Minoritenschlössl Rosegg HERIS-ID: 37061 Objekt-ID: 36132                                                  | Quellengasse 4 Standort KG: Geidorf                                    | Das ehemals Speidlsegg oder Rosegg genannte Gebäude wurde 1596/97 erbaut. Von 1637 bis 1789 war es in Besitz der Minoriten, das jetzige Aussehen stammt vermutlich aus dem 18. Jahrhundert. Es ist ein quadratischer, zweigeschoßiger Baublock mit schräggestellten Ecktürmchen und einem steilen Zeltdach. Im Inneren befinden sich mehrere Holzbalkendecken aus der Bauzeit. Im Garten stehen klassizistische Sandsteinfiguren aus dem frühen 19. Jahrhundert. | BDA-Hist.: Q1280907 Status: Bescheid Stand der BDA-Liste: 2025-06-30 Name: Schloss, Minoritenschlössl Rosegg GstNr.: 1430 Minoriten-Schlössl, Graz |
| ja   | Datei hochladen | Haus Lind HERIS-ID: 14490 Objekt-ID: 10727                                                                          | Rosenberggasse 18 Standort KG: Geidorf                                 | Das Haus wurde 1935 von Herbert Eichholzer und Viktor Badl erbaut. Trotz der Einbeziehung älterer Mauerteile repräsentiert es beispielhaft den Internationalen Stil unter Einfluss Le Corbusiers. Die Fassade des kubischen Baublocks ist nach Südwesten hin geöffnet, im Erdgeschoß mit Stützen, die sich bis zu einem Stahlbetonrahmen der Dachterrasse fortsetzen, dazwischen liegt im ersten Stock ein Wohnraum mit umlaufendem Fensterband. | BDA-Hist.: Q37759798 Status: Bescheid Stand der BDA-Liste: 2025-06-30 Name: Haus Lind GstNr.: 1625/13, 1626/1 |
| ja   | Datei hochladen | Förderzentrum für Hör- und Sprachbildung des Landes Steiermark HERIS-ID: 51250 Objekt-ID: 56860                     | Rosenberggürtel 12 Standort KG: Geidorf                                | Das stattliche dreigeschoßige Gebäude mit Neorenaissance-Fassade wurde laut Inschrift im Jahr 1887 errichtet. | BDA-Hist.: Q38044497 Status: § 2a Stand der BDA-Liste: 2025-06-30 Name: Förderzentrum für Hör- und Sprachbildung des Landes Steiermark GstNr.: 1609 Förderzentrum für Hör- und Sprachbildung, Graz |
| ja   | Datei hochladen | Parktor zum Rosenhain HERIS-ID: 109554 Objekt-ID: 127186                                                            | neben Rosenberggürtel 20 Standort KG: Geidorf                          | Parktor des zum Rosenhain führenden Weges aus der 2. Hälfte des 19. Jahrhunderts mit gusseisernen Torflügeln zwischen gemauerten Pfeilern. | BDA-Hist.: Q37815211 Status: § 2a Stand der BDA-Liste: 2025-06-30 Name: Parktor zum Rosenhain GstNr.: 1613/2 |
| ja   | Datei hochladen | Grenzstein HERIS-ID: 110115 Objekt-ID: 127769                                                                       | Rosenhain 2, in der Nähe Standort KG: Geidorf                          | Grenzstein mit reliefierter Darstellung des steirischen Panthers, datiert 1678 (?) und 1749. | BDA-Hist.: Q37817200 Status: § 2a Stand der BDA-Liste: 2025-06-30 Name: Grenzstein GstNr.: 1534/1 Grenzstein Rosenhain |
| ja   | Datei hochladen | Altersheim, ehem. Rosenhof HERIS-ID: 61231 Objekt-ID: 73643                                                         | Rosenhain 5 Standort KG: Geidorf                                       | Der ehemalige Rosenhof oder Neidenberghof wurde bereits 1533 genannt, sein jetziges Aussehen stammt von einem Umbau im Jahr 1606. Die hakenförmige Anlage mit Fußwalmdach weist ein Korbbogenportal und Pfeilerarkaden im Erdgeschoß des Hofes auf. | BDA-Hist.: Q38094979 Status: § 2a Stand der BDA-Liste: 2025-06-30 Name: Altersheim, ehem. Rosenhof GstNr.: 1549/1, 2891 |
| ja   | Datei hochladen | Wasserleitungsstollen HERIS-ID: 110111 Objekt-ID: 127765                                                            | hinter Rosenhain 4 Standort KG: Geidorf                                | Der Wasserleitungsstollen und die Quellfassung wurden 1564 errichtet und gilt damit als die älteste Wasserleitung von Graz. Erzherzog Maximilian befahl 1490 die Quellen am Rosenberg zu fassen, um damit die Wasserversorgung der kaiserlichen Burg zu gewährleisten. Ursprünglich bestand die Rohrleitung aus gebohrten Lärchenstämmen. Die Anlage wurde im 16. Jahrhundert erweitert und blieb bis zum Jahr 1890 im Betrieb. Vom Stollen sind noch 30 Meter erhalten (und begehbar); er ist mit Bruchsteinen gemauert. Der rechteckige Eingang weist eine Steinrahmung auf. | BDA-Hist.: Q37817129 Status: § 2a Stand der BDA-Liste: 2025-06-30 Name: Wasserleitungsstollen GstNr.: 1550/1 |
| ja   | Datei hochladen | Wasserreservoir, Hochbehälter HERIS-ID: 110113 Objekt-ID: 127767                                                    | bei Rosenhain 6 Standort KG: Geidorf                                   | Das beinahe quadratische Gebäude stammt vermutlich aus der 1. Hälfte des 20. Jahrhunderts. Es weist ein korbbogiges Tor, Ecklisenen und eine vorgelagerte Terrasse auf. Das Walmdach wird von einem Dachreiter gekrönt, der als Lüftungsöffnung dient. | BDA-Hist.: Q37817176 Status: § 2a Stand der BDA-Liste: 2025-06-30 Name: Wasserreservoir, Hochbehälter GstNr.: 1556/3 |
| ja   | Datei hochladen | Gaslaternen HERIS-ID: 110369 Objekt-ID: 128068                                                                      | Schubertstraße Standort KG: Geidorf                                    | Die 23 um 1900 stammenden Gaslaternen zwischen Grünstreifen und Fahrbahn machen die Schubertstraße (im Abschnitt Liebiggasse und Hilmteich) zum einzigen Straßenzug in Graz, der noch Gaslaternen aufweist. | BDA-Hist.: Q37818525 Status: § 2a Stand der BDA-Liste: 2025-06-30 Name: Gaslaternen GstNr.: 2864, 2865 Gaslaternen Schubertstraße, Graz |
| ja   | Datei hochladen | Studentenheim Leechgasse mit Mensa HERIS-ID: 51240 Objekt-ID: 56849seit 2019                                        | Schubertstraße 2 / Leechgasse 1 Standort KG: Geidorf                   | Das am Schnittpunkt dreier Straßen liegende Studentenheim wurde 1963–1966 von der Werkgruppe Graz erbaut. Es ist als Kombination zweier sechseckiger Baukörper ausgeführt. | BDA-Hist.: Q105645837 Status: Bescheid Stand der BDA-Liste: 2025-06-30 Name: Studentenheim Leechgasse mit Mensa GstNr.: 2535/2 |
| BW   | Datei hochladen | Zwei Wandgemälde im Stiegenhaus zwischen 1. und 2. OG HERIS-ID: 112995 Objekt-ID: 131220seit 2018                   | Schubertstraße 6a Standort KG: Geidorf                                 | Bei Renovierungsarbeiten im Stiegenhaus des Gebäudes der Österreichischen Hochschülerschaft wurden zwei Fresken von Franz Köck aus dem Jahr 1938 entdeckt. Richard Kriesche hat die Fresken als Dokument der Nazivergangenheit 1997 mit Glasplatten „verhüllt“: Die darin eingeätzten Schriftzeichen formen mahnende Worte des Rektors der Universität – Helmut Konrad, die die Jugend zu Toleranz und Offenheit aufrufen und die beiden „Blut und Boden“-Bilder als Menetekel bezeichnen. | BDA-Hist.: Q105646856 Status: Bescheid Stand der BDA-Liste: 2025-06-30 Name: Zwei Wandgemälde im Stiegenhaus zwischen 1. und 2. OG GstNr.: 2533 |
| ja   | Datei hochladen | Kommunaler Wohnbau, sog. Knaffl-Hof HERIS-ID: 51234 Objekt-ID: 56843                                                | Schubertstraße 19, 21, 23 Standort KG: Geidorf                         | Der Wohnhauskomplex besteht aus drei einheitlich fassadierten Häusern an der Schubertstraße, wobei das Gebäude Nr. 21 den niedrigeren Mitteltrakt darstellt. Der Komplex wurde 1886/87 von Josef Hönigmann (Seitentrakte) und Georg Hönel (mittlerer Bau) errichtet. Die Fassade ist in den Formen der Neorenaissance gehalten. Die Sockelzone ist rustiziert, die Fenster in den Obergeschoßen sind mit Blendbalustraden und Dreiecksgiebeln dekoriert. Die Seitentrakte bilden an den Ecken Risalite aus, beim mittleren Trakt findet sich ein Sgraffitofries unterhalb des Kranzgesims. | BDA-Hist.: Q38044432 Status: Bescheid Stand der BDA-Liste: 2025-06-30 Name: Kommunaler Wohnbau, sog. Knaffl-Hof GstNr.: 2359, 2360, 2361, 2362, 2363, 2364, 2365 Knaffl-Hof, Graz |
| ja   | Datei hochladen | Villa Roth mit Umzäunung HERIS-ID: 46887 Objekt-ID: 49185                                                           | Schubertstraße 25 Standort KG: Geidorf                                 | Die reich gegliederte späthistoristische Villa wurde 1887 von Georg Hönel erbaut. | BDA-Hist.: Q38024480 Status: § 57-Mandatsbescheid Stand der BDA-Liste: 2025-06-30 Name: Villa Roth mit Umzäunung GstNr.: 2346, 2347 |
| ja   | Datei hochladen | Villenanlage HERIS-ID: 56401 Objekt-ID: 65824                                                                       | Schubertstraße 28 Standort KG: Geidorf                                 | Die Villa mit Spätbiedermeier-Fassade wurde im Jahr 1841 errichtet und im Lauf des 19. Jahrhunderts noch zweimal umgebaut. | BDA-Hist.: Q38071992 Status: Bescheid Stand der BDA-Liste: 2025-06-30 Name: Villenanlage GstNr.: 2616, 2617 |
| ja   | Datei hochladen | Villenanlage Mozarthof HERIS-ID: 47014 Objekt-ID: 49440                                                             | Schubertstraße 29 Standort KG: Geidorf                                 | Der ältere Teil der Villenanlage weist eine Plattenstil-Fassade aus der Zeit um 1800 auf. | BDA-Hist.: Q38025176 Status: Bescheid Stand der BDA-Liste: 2025-06-30 Name: Villenanlage Mozarthof GstNr.: 2340/1, 2344 |
| ja   | Datei hochladen | Villa/Landhaus, Werkbundhaus mit Gartenterrasse und Stützmauer mit Torbogen HERIS-ID: 58524 Objekt-ID: 69234        | Schubertstraße 31 Standort KG: Geidorf                                 | Das 1928 von Hans Hönel und von anderen Mitgliedern der 1923 gegründeten Vereinigung „Steiermärkischer Werkbund“ errichtete Einfamilienhaus ruht auf einem von einer Bruchsteinmauer eingefassten Hang. Der kubische Block wies ursprünglich (im Gegensatz zur derzeitigen ziegelroten Farbton) eine sanft erdbeerrote und weiße Färbung auf. Die Fenster sind (als Motiv der internationalen Moderne) an die Hausecken gerückt, sind jedoch traditionell proportioniert, mit einem breiten Rahmen versehen; die Fensterbalken waren ursprünglich grün gefärbt. Das erhöhte Erdgeschoß wird durch waagrechte, weiße Putzbänder strukturiert – sie sollten das Horizontale im Bau betonen und an gründerzeitliche Fassaden mit Sockelzonen erinnern. Das gesamte Interieur, von den Möbeln über die Lampen und Vorhänge bis zur Keramik und den Bildern, wurde extra für den Bau entworfen. | BDA-Hist.: Q38083852 Status: Bescheid Stand der BDA-Liste: 2025-06-30 Name: Villa/Landhaus, Werkbundhaus mit Gartenterrasse und Stützmauer mit Torbogen GstNr.: 2340/10, 2340/6 Werkbundhaus Schubertstraße, Graz |
| ja   | Datei hochladen | Villenanlage HERIS-ID: 46886 Objekt-ID: 49184                                                                       | Schubertstraße 34 Standort KG: Geidorf                                 | Die Villa wurde 1909 im secessionistischen Stil errichtet, 1929 und 1969 aber umgebaut und erweitert. | BDA-Hist.: Q38024471 Status: Bescheid Stand der BDA-Liste: 2025-06-30 Name: Villenanlage GstNr.: 2621/2, 2621/4 |
| ja   | Datei hochladen | Villa Hönel HERIS-ID: 37062 Objekt-ID: 36133                                                                        | Schubertstraße 35 Standort KG: Geidorf                                 | Die Villa Hönel mit Neorenaissance-Fassade wurde im Jahr 1889 erbaut. | BDA-Hist.: Q37973847 Status: Bescheid Stand der BDA-Liste: 2025-06-30 Name: Villa Hönel GstNr.: 2336, 2337, 2339/1, 2340/7, 2340/9, 2342 Villa Hönel |
| ja   | Datei hochladen | Mozarttempel HERIS-ID: 37063 Objekt-ID: 36134                                                                       | bei Schubertstraße 35 Standort KG: Geidorf                             | Im Garten der Villa Hönel steht der sogenannte Mozarttempel, die früheste Mozart-Gedenkstätte. Der oktogonale Pavillonbau entstand bereits im Jahr 1792, wurde 1911 jedoch umgestaltet. | BDA-Hist.: Q37973856 Status: Bescheid Stand der BDA-Liste: 2025-06-30 Name: Mozarttempel GstNr.: 2342 |
| ja   | Datei hochladen | Villenanlage HERIS-ID: 46936 Objekt-ID: 49327                                                                       | Schubertstraße 37 Standort KG: Geidorf                                 | Die Villa mit Neorenaissance-Fassade wurde im Jahr 1873 erbaut. | BDA-Hist.: Q38024840 Status: Bescheid Stand der BDA-Liste: 2025-06-30 Name: Villenanlage GstNr.: 2333/2 |
| ja   | Datei hochladen | Villa HERIS-ID: 46885 Objekt-ID: 49183                                                                              | Schubertstraße 44 Standort KG: Geidorf                                 | Die strenghistoristische Villa wurde 1879 von Karl Heller errichtet. Zum Garten hin weist sie einen Mittelrisaliten, eine Freitreppe und eine Terrasse auf, der Haupteingang führt zu einem polygonalen Stiegenhausturm. | BDA-Hist.: Q38024447 Status: Bescheid Stand der BDA-Liste: 2025-06-30 Name: Villa GstNr.: 2327, 2329 |
| ja   | Datei hochladen | Altbau des Instituts für Pflanzenphysiologie mit Gartentor HERIS-ID: 51253 Objekt-ID: 56863seit 2013                | Schubertstraße 51 Standort KG: Geidorf                                 | Der Bau in Form einer späthistoristischen Villa mit zwei Seitenrisaliten unterschiedlicher Tiefe wurde 1898 von Wilhelm Rezori erbaut. | BDA-Hist.: Q38044519 Status: Bescheid Stand der BDA-Liste: 2025-06-30 Name: Altbau des Instituts für Pflanzenphysiologie und Gartentor GstNr.: 2174/1, 2174/2 |
| ja   | Datei hochladen | Glashaus, Gewächshausanlage im Botanischen Garten der Karl-Franzens-Universität HERIS-ID: 103713 Objekt-ID: 120241  | Schubertstraße 53 Standort KG: Geidorf                                 | Die historische Gewächshausanlage des Botanischen Gartens wurde 1888–1889 errichtet und gehört dem Typus des neuen sachlichen Gewächshauses an. In Eisenskelettbauweise errichtet war die Konstruktion zu ihrer Entstehungszeit ein Serienprodukt. Das auf strenge Rechteck- und einem Würfelkörper reduzierte Bauwerk (Vorwegnahme der Neuen Sachlichkeit der Moderne) verweist mit den floralen Schwüngen der dünnen Geländerstäbe dennoch auch auf den Jugendstil. Der zentrale Kubus des Palmenhauses dominiert mit seinem Turmaufbau, dem Laufsteg und den dünnen geschwungenen Geländerstäben den Komplex. Dieser Würfel wird jeweils von einem zweischaligen Warm- und einem Kalthaus flankiert. Die gesamte Konstruktion ist mit hochrechteckigen Glasscheiben versehen und wird Richtung Norden von einer massiven Mauerscheibe abgeschlossen, die rückseitig eine Gärtnerwohnung und Wirtschaftsgebäude beherbergt. Um 1950 wurde die Gewächshausanlage durch das sogenannte Viktoriahaus sowie einem Warm- und einem Kalt-Sattelhaus erweitert. | BDA-Hist.: Q37798299 Status: Bescheid Stand der BDA-Liste: 2025-06-30 Name: Glashaus, Gewächshausanlage im Botanischen Garten der Karl-Franzens-Universität GstNr.: 2178 Historical Greenhouse Botanical Garden Graz |
| ja   | Datei hochladen | Villenanlage HERIS-ID: 47060 Objekt-ID: 49587                                                                       | Schubertstraße 58 Standort KG: Geidorf                                 | Die Villenanlage wurde im Jahr 1893 errichtet. | BDA-Hist.: Q38025432 Status: Bescheid Stand der BDA-Liste: 2025-06-30 Name: Villenanlage GstNr.: 2191, 2192 |
| ja   | Datei hochladen | Villenanlage HERIS-ID: 47016 Objekt-ID: 49442                                                                       | Schubertstraße 60 Standort KG: Geidorf                                 | Die Villenanlage wurde im Jahr 1894 errichtet, der Fassadenentwurf erfolgte durch den Stadtbaumeister C(arl) Kratochwil. | BDA-Hist.: Q38025198 Status: Bescheid Stand der BDA-Liste: 2025-06-30 Name: Villenanlage GstNr.: 2189, 2190 |
| ja   | Datei hochladen | Villenanlage HERIS-ID: 58525 Objekt-ID: 69235                                                                       | Schubertstraße 62 Standort KG: Geidorf                                 | Die Villenanlage entstand in den Jahren 1896/97, der Fassadenentwurf erfolgte durch Julius Kubik. | BDA-Hist.: Q38083861 Status: Bescheid Stand der BDA-Liste: 2025-06-30 Name: Villenanlage GstNr.: 2188 |
| ja   | Datei hochladen | Villenanlage Radl HERIS-ID: 46783 Objekt-ID: 48962                                                                  | Schubertstraße 68 Standort KG: Geidorf                                 | Die Villa mit sezessionistischer Außen- und Innengestaltung wurde 1903 nach Plänen von Josef Hötzl (1866–1947) erbaut. | BDA-Hist.: Q38023694 Status: Bescheid Stand der BDA-Liste: 2025-06-30 Name: Villenanlage Radl GstNr.: 2202/3 Villa Radl, Graz |
| ja   | Datei hochladen | Villa Heresch HERIS-ID: 46262 Objekt-ID: 47992                                                                      | Schubertstraße 72 Standort KG: Geidorf                                 | Das Bauwerk wurde 1909 nach Plänen von Josef Bullmann (1855–1928) errichtet. Der zweigeschoßige Baukörper mit neobarocken Elementen und Jugendstilformen folgt in seiner symmetrischen Grunddisposition dem Achsenverhältnis von 4:4 bei allseitigen Mittelrisaliten. Die rückseitige innere Treppenerschließung ist mit Schmiedeeisengeländer bewehrt; die Räume weisen teilweise Stuckdekor auf. | BDA-Hist.: Q38020230 Status: Bescheid Stand der BDA-Liste: 2025-06-30 Name: Villa Heresch GstNr.: 2273/4 Villa Heresch |
| ja   | Datei hochladen | Villenanlage Hold HERIS-ID: 46858 Objekt-ID: 49137                                                                  | Schubertstraße 73 Standort KG: Geidorf                                 | Die Villenanlage wurde im Jahr 1890 nach Plänen von Friedrich Sigmundt und dem Grazer Stadtbaumeister C(arl) Kratochwil erbaut. Heute ist sie Sitz des Landeskonservators für Steiermark. Es fand hier eine sehr frühe Beeinflussung durch den englischen Landhausstil statt, was sich insbesondere in der zweigeschoßigen Halle mit Galerie zeigt. | BDA-Hist.: Q38024230 Status: Bescheid Stand der BDA-Liste: 2025-06-30 Name: Villenanlage Hold GstNr.: 2186, 2185 Villa Hold (Graz) |
| ja   | Datei hochladen | Villenanlage HERIS-ID: 46745 Objekt-ID: 48888                                                                       | Schubertstraße 75 Standort KG: Geidorf                                 | Die zweigeschoßige monumentale Villa des Späthistorismus (mit unterschiedlicher Fassadengestaltung in Neorenaissanceformen) wurde 1886 nach Plänen von F. S. Wolf errichtet. Am 28. Jänner 1911 verstarb in diesem Hause der k.u.k. Feldmarschallleutnant Joseph Daniel Ritter von Bonn (* 1836). 1927 hatte die Mercia, Forstindustrie und allgemeine Warenhandels-Aktiengesellschaft ihren Sitz an dieser Adresse. | BDA-Hist.: Q38023367 Status: Bescheid Stand der BDA-Liste: 2025-06-30 Name: Villenanlage GstNr.: 2203, 2205 |
| ja   | Datei hochladen | Karl-Franzens-Universität HERIS-ID: 51242 Objekt-ID: 56851                                                          | Universitätsplatz 1 Standort KG: Geidorf                               | Das Hauptgebäude der Universität Graz ist ein mächtiger Neorenaissance-Baublock, der 1891–1895 von Karl Köchlin und Wilhelm von Rezori erbaut wurde. Die Schauseite ist reich dekoriert, die Attika ist mit den Statuen bedeutender Wissenschaftler und Philosophen ausgestattet. Die Nischenfiguren der beiden Namensgeber (Erzherzog Karl II. und Kaiser Franz I.) stammen von Hans Brandstetter. | BDA-Hist.: Q65665554 Status: Bescheid Stand der BDA-Liste: 2025-06-30 Name: Karl-Franzens-Universität GstNr.: 2376/1 Karl-Franzens-Universität Graz, main building |
| ja   | Datei hochladen | Ehem. Benefiziatenhaus der Deutschen Ordenskommende am Leech/John-Ogilvie-Haus HERIS-ID: 51224 Objekt-ID: 56831     | Zinzendorfgasse 3 Standort KG: Geidorf                                 | Das ehemalige Benefiziatenhaus stammt im Baukern vermutlich noch aus dem 14. Jahrhundert. Das von zwei Löwen flankierte Wappenrelief des Komturs entstand höchstwahrscheinlich um das Jahr 1583. Die Plattenstil-Fassade erhielt das Haus Ende des 18. Jahrhunderts. | BDA-Hist.: Q38044378 Status: § 2a Stand der BDA-Liste: 2025-06-30 Name: Ehem. Benefiziatenhaus der Deutschen Ordenskommende am Leech/John Ogilvie Haus GstNr.: 2435 Deutschordenskommende Leech |
| ja   | Datei hochladen | Leechkirche/Universitätskirche Mariae Himmelfahrt HERIS-ID: 51220 Objekt-ID: 56827                                  | bei Zinzendorfgasse 3 Standort KG: Geidorf                             | Die Kirche Maria Himmelfahrt am Leech befindet sich direkt über dem Gräberfeld der Urnenfelderkultur bzw. einem Grabhügel der Hallstattzeit. Die zwei unmittelbar aufeinander folgenden Vorgängerbauten des heutigen Sakralgebäudes (jeweils zwei Rundkirchen) wurden Anfang des 11. Jahrhunderts bzw. Anfang des 13. Jahrhunderts errichtet. Nach der Zerstörung der letzteren (St. Kunigunden-Kirche) wurde der heutige Bau im Stil der Frühgotik errichtet (2. Hälfte des 13. Jahrhunderts). Bemerkenswert ist die frühgotische Madonna mit Kind im Tympanon des Westportals. Die hölzerne Marienfigur am Hochaltar stammt aus dem 15. Jahrhundert. Der Altar selbst wurde im Jahr 1780 errichtet. In einer Nische rechts vom Altar befindet sich eine gemalte Pietà. Teile der Glasfenster in der Apsis stammen aus dem 14. und 15. Jahrhundert. | BDA-Hist.: Q1588593 Status: § 2a Stand der BDA-Liste: 2025-06-30 Name: Leechkirche/Universitätskirche Mariae Himmelfahrt GstNr.: 2436, 2437, 2438 Leechkirche |
| ja   | Datei hochladen | Wohn- und Geschäftshaus HERIS-ID: 104698 Objekt-ID: 121569seit 2017                                                 | Zinzendorfgasse 29 Standort KG: Geidorf                                | Der Kern des Bauwerks geht zurück auf das zweite Viertel des 19. Jahrhunderts, die Fassade auf das vierte Viertel des 19. Jahrhunderts. Hervorzuheben sind: Steintor, blechbeschlagener Türflügel und schmiedeeisernes Oberlichtgitter. | BDA-Hist.: Q37801631 Status: Bescheid Stand der BDA-Liste: 2025-06-30 Name: Wohn- und Geschäftshaus GstNr.: 2387 Zinzendorfgasse 29, Graz |
| ja   | Datei hochladen | Wohnhaus, ehem. Pförtnerhaus mit anschließendem Zaunteil HERIS-ID: 94249 Objekt-ID: 109388                          | Zusertalgasse 2 Standort KG: Geidorf                                   | Das Pförtnerhaus entstand zusammen mit der Villa Ferry/Ferri als Eintrittsposten an der Zufahrt zum Hauptgebäude Zusertalgasse 14 (heute: 14a). Am 1. Juli 1892 fand die baukommissionelle Begehung statt, die auch die von Anna Gräfin Ferri (1835–1919) beabsichtigte Errichtung eines (heute nicht mehr bestehenden) großen Stall- und Wirtschaftsgebäudes an der Hochsteingasse 4 zum Gegenstand hatte. Bereits 1891 wurde im Verfahren um den Bau der Villa die platzartige Erweiterung der Verkehrsfläche im Schnittpunkt von Zusertalgasse, Hochsteingasse und Körblergasse genehmigt. | BDA-Hist.: Q37763905 Status: § 2a Stand der BDA-Liste: 2025-06-30 Name: Wohnhaus, ehem. Pförtnerhaus mit anschließendem Zaunteil GstNr.: 1078/10 Pförtnerhaus Zusertalgasse 2, Graz |
| ja   | Datei hochladen | Villa Ferry mit brückenförmigem Übergang in den Garten/ehem. ORF Studio Steiermark HERIS-ID: 51260 Objekt-ID: 56870 | Zusertalgasse 14a (Identadresse Körblergasse 126) Standort KG: Geidorf | Die Villa Ferry/Ferri wurde im Jahr 1892 nach den Plänen von Alexander Wielemans (1843–1911) errichtet. Die Fassade des Gebäudes ist im späthistoristisch-altdeutschen Stil gearbeitet. Zwei in Stein ausgeführte Kindergestalten (Frühling, Herbst) wurden von Hans Brandstetter (1854–1925) modelliert. 1893 wurde um Genehmigung für diverse Bauarbeiten an der Villa sowie an dem Stall- und Wirtschaftsgebäude in der Hochsteingasse 4 angesucht. Am 16. Jänner 1930 beschloss der Grazer Gemeinderat, die Liegenschaft von den Erben der Gräfin Ferri-Wodianer zu kaufen. | BDA-Hist.: Q38044560 Status: § 2a Stand der BDA-Liste: 2025-06-30 Name: Villa Ferry mit brückenförmigem Übergang in den Garten/ehem. ORF Studio Steiermark GstNr.: 1079 Villa Ferry, Graz |
| ja   | Datei hochladen | Werbetafel HERIS-ID: 110370 Objekt-ID: 128069                                                                       | beim Hilmteich Standort KG: Geidorf                                    | Die Werbetafel ist eine Eisenkonstruktion in Jugendstil-Formen. | BDA-Hist.: Q37818546 Status: § 2a Stand der BDA-Liste: 2025-06-30 Name: Werbetafel GstNr.: 2264/1 |

## Ehemalige Denkmäler
| Foto |                 | Denkmal                              | Standort                          | Beschreibung                                                              | Metadaten                                                                                       |
| ---- | --------------- | ------------------------------------ | --------------------------------- | ------------------------------------------------------------------------- | ----------------------------------------------------------------------------------------------- |
| ja   | Datei hochladen | Werbetafel Objekt-ID: 128071bis 2018 | Geidorfplatz Standort KG: Geidorf | Die Eisenkonstruktion in den Formen des Jugendstils dient als Werbetafel. | BDA-Hist.: Q37818562 Status: § 2a Stand der BDA-Liste: 2018-01-22 Name: Werbetafel GstNr.: 2917 |